# 长岗岭站
长岗岭站是位于广西壮族自治区南宁市青秀区长堽路的一个铁路车站，车站建于1951年，已于2013年12月10日正式关闭撤销。原为四等站，有湘桂铁路经过该站，距离衡阳站788公里，距离隘口站234公里，隶属南宁铁路局管辖。。